# Cidade Negra
I Cidade Negra sono un gruppo musicale reggae brasiliano, attivo dal 1986.

## Formazione
- Toni Garrido - voce
- Lazão - batteria
- Bino Farias - basso
- Sérgio Yazbek - chitarra
- Alex Meireles - tastiere

## Discografia
- Lute pra Viver (1991)
- Negro no Poder (1992)
- Sobre Todas as Forças (1994)
- O Erê (1996)
- Quanto Mais Curtido Melhor (1998)
- Hits & Dubs (1999)
- Enquanto o Mundo Gira (2000)
- Acústico MTV (2002)
- Perto de Deus (2004)
- Direto Ao Vivo (2006)
- Diversão Ao Vivo (2007)
- Perfil (2008)
- Que Assim Seja (2010)